# Чантада (комарка)
Чантада (исп. Comarca de Chantada,  галис. Chantada)  — район (комарка) в Испании, входит в провинцию Луго в составе автономного сообщества Галисия.

## Муниципалитеты
1. Карбальедо
2. Чантада
3. Табоада

1. ↑  https://www.ine.es/dynt3/inebase/index.htm?padre=525